# Катастрофа Ан-2 на Араданском хребте
Катастрофа Ан-2 на Араданском хребте — авиационная катастрофа, произошедшая в субботу 21 апреля 1951 года. Авиалайнер Ан-2 авиакомпании «Аэрофлот», выполняя рейс по маршруту Кызыл—Абакан, врезался в склон горы в составе Араданского хребта. Погибли все находившиеся на его борту 4 члена экипажа.

## Самолёт
Ан-2 (регистрационный номер CCCP-А2597, заводской 10647307) был выпущен 28 января 1951 года. Был передан авиакомпании «Аэрофлот» 7 марта того же года.

## Экипаж
- Командир воздушного судна (КВС) — Сергей Степанович Пузырёв.
- Второй пилот — Леонид Филиппович Васильев.
- Штурман — Василий Иванович Медведев.
- Бортмеханик — Юрий Лукич Хмельницкий.

## Расследование
Согласно выводам расследования, плохая организация рейса и плохое руководство этим рейсом были в следующем:
- Самолёт был выпущен в рейс из Красноярска в Кызыл вне плана. Аэропорты Абакана и Кызыла не были своевременно предупреждены об этом рейсе, приёме, обслуживании и выполняющем его самолёте.
- Все 4 погибшие члена экипажа ранее не летали по маршруту Абакан—Кызыл даже в качестве служебных пассажиров.
- Из Абакана в Кызыл и в обратном направлении самолёт был выпущен по прогнозу погоды, который был предусмотрен ниже установленного минимума.
- Преждевременное прекращение связи с самолётом по командной радиостанции и неиспользование её для руководства полётом в пределах слышимости.
- Нарушение командиром Пузырёвым §§ 84 и 256 НПП-47 и в итоге (предположительно) самолёт при полёте в снегопад обледенел (также произошло обледенение карбюратора) и при вынужденном снижении с ограниченной видимостью самолёт врезался в гору. Не исключалось, что при этом произошёл обвал горной породы и снега.

Плохое метеообеспечение рейса было по следующим причинам:
- Прогноз погоды, составленный Кызыльской АМСГ, не предусматривал выпадение мокрого снега, видимость до 1 километра и скрытие Араданского хребта облачностью.
- Штормовое предупреждение с метеостанции Оленья Речка было передано в АДС аэропорта Кызыла только через 39 минут после получения с телеграфа, что не дало возможности вернуть самолёт обратно в аэропорт.
- Отсутствие прямой телефонной связи АМСГ с телеграфом и чёткого взаимодействия между ГМБ и АМСГ Кызыла.

## Находки 2009 года и 2019 года
В августе 2009 года блогер Сергей Шишкин со своей группой снял на камеру обломки борта СССР-А2597 на месте его падения. На видео видны стойки шасси, двигатель и части фюзеляжа. Видео было выложено в YouTube 31 марта 2016 года, его название — «Арадан 2009. 10 день».
9 июня 2019 года вертолёт под управлением Алексея Канцедалова обнаружил обломки борта СССР-А2597 на высоте 1850 метров (в 200 метрах от места посадки). Алексей увидел обломки Ан-2 и по уцелевшим первым цифрам бортового номера понял, что это тот самый самолёт, который он искал.
Номер двигателя нашёл, номер самолета нашёл. Для себя наметил маршрут, потому что я не знал, где конкретно эта точка. Да, перевал Авиаторов, но он просто на схеме изображён. Там ни координат, ничего нет. С сыном полетели. У нас был рейс на Абакан, сделали крюк в Ергаки. Полетели и обнаружили это место. Сели там, по номеру двигателя, по двум первым цифрам бортового номера удалось идентифицировать, что это именно тот борт. И тогда занялись поисками родственников.